# Франц Гальдер
Франц Га́льдер (нім. Franz Halder; 30 червня 1884, Вюрцбург — 2 квітня 1972, Ашау-ім-Кімгау) — німецький воєначальник часів Третього Рейху, генерал-полковник (1940) вермахту. Начальник генерального штабу сухопутних військ Третього Рейху (1938-1942). Кавалер Лицарського хреста Залізного хреста (1939).  
Під час Другої світової війни, він був одним з керівників операції Барбаросса. За два тижня до початку німецько-радянської війни, Франц Гальдер видав "Наказ про коміссарів" та "Указ про військове судочинство", які дозволяли німецьким солдат страчувати радянських громадян з будь-якої причини без побоювання про подальші звинувачення. Це призвело до великої кількості війських злочинів під час кампанії. Після війни, він відіграв ключову роль в створенні міфу про чистий Вермахт, який заперечував причетність Вермахту до Голокосту та інших військових злочинів під час Другої світової війни, в тому числі під час німецько-радянської війни.

## Біографія

### Початок кар'єри. Друга світова війна
Франц Гальдер народився 30 червня 1884 року у м. Вюрцбург у родині військового. У 1902 вступив до Баварського Її Величності артилерійського полку, а вже у 1904 отримав звання лейтенанта. У 1914 закінчив Баварську військову академію. Під час Першої світової війни служив у штабах різного рівня — включаючи групи армій, а за бойові заслуги був нагороджений Залізним хрестом 1-го та 2-го класів та отримав звання капітана. Після демобілізації залишався у рейхсвері, у 1923—1924 роках був командувачем батареї 7-го артилерійського полку у Лансберзі, пізніше служив у штабі 7-ї дивізії та округу в Мюнхені.
У 1926 Гальдер призначений на посаду оберквартирмейстера рейхсверу, а з 1929 року був у складі відділу оберквартирмейстером військового управління — таку назву тоді мав генеральний штаб. У серпні 1931 року був призначений начальником штабу 6-го військового округу в Мюнстері. 1 жовтня 1934 року став командуючим артилерією 7-ї дивізії, а вже через рік, 15 жовтня 1935 року, був підвищений до командира 7-ї дивізії (Мюнхен).
У 1936 році Адольф Гітлер запропонував Гальдеру посаду оберквартирмейстера у вермахті. 1937 року Гальдер був призначений на посаду начальником штабу підготовки військових маневрів, а вже у жовтні цього ж року став другим оберквартирмейстером генерального штабу сухопутних військ, на цій посаді він розв'язував питання підготовки військ, зокрема й офіцерів генштабу. 4 лютого 1938 року обійняв посаду першого оберквартирмейстера генерального штабу, на посаді був найближчим помічником та заступником начальника генштабу, серед інших у його підпорядкуванні перебував оперативний відділ.
1 вересня 1938 після відставки генерала Бека був призначений на посаду начальника генерального штабу Сухопутних військ. В тому ж році Гальдер виступив проти політики Гітлера, оскільки вважав, що Німеччина не готова до війни, та очолив змову, метою якої було позбавлення Гітлера влади. Однак підписання Мюнхенської угоди 1938 року звело нанівець всі плани змовників, і Гальдер відійшов від них. Отримавши нагоняя від Гітлера звертався до Ернста фон Вайцзеккера щодо найму за мільйон марок ворожки аби та вплинула на фюрера.
Брав активну участь у розробці планів війни з Польщею, Францією, Югославією, Грецією та СРСР, хоча насправді виступав проти початку війни з Польщею. Після невдачі німецької армії під Москвою постійно конфліктував з Гітлером щодо планів ведення війни на Сході, а після поразки восени 1942 року Гальдер був замінений генералом К. Цайтслером та переведений до резерву фюрера.
23 липня 1944 року був заарештований за підозрою у причетності до Липневої змови проти Гітлера, і вже 25 липня цього року переведений до концентраційного табору Дахау, потім — у Равенсбрюк-Фюрстенберг. 31 січня 1945 Франц Гальдер був звільнений з дійсної військової служби, йому було заборонено носити форму. 7 лютого 1945 Гальдер був переведений до Флоссенбургу, а 9 квітня — знову до табору Дахау. 5 травня 1945 звільнений американськими військами у Південному Тіролі, після чого утримувався у таборі для військовополонених.

### Післявоєнні роки
Після війни Гальдер виступив з низкою публікацій (серед яких — брошура «Гітлер як полководець», написана у 1949 році), в яких назвав Гітлера єдиним, хто був винен у поразці Німеччини у Другій світовій війні. Брав участь у слуханнях Міжнародного військово трибуналу в Нюрнберзі як свідок. 20 червня 1947 переведений до табору для інтернованих громадянських осіб, а у 1948 році успішно пройшов денацифікацію, і після ряду апеляцій з 12 вересня 1950 року офіційно вважався вільним від звинувачень. 1950 року очолив створений у ФРН «Робочий штаб Гальдера», який розробив «План Г.», що мав за мету створення збройних сил ФРН. У тому ж році Гальдер був експертом при федеральному уряді ФРН, одночасно до 1959 року працював в історичному управлінні армії США. З 1959 — старший консультант при групі історичних зв'язків армії США. У червні 1961 закінчив коментар до власного щоденника та повністю відійшов від справ. У листопаді цього ж року був нагороджений вищою нагородою США, яку присуджують іноземним громадянським службовцям. У 1962—1964 роках опублікував «Військовий щоденник» у трьох томах, у якому містяться великі обсяги фактичного матеріалу, який стосується дій вермахту у 1939—1942 роках.
2 квітня 1972 року Франц Гальдер помер. Був похований із військовими почестями.

## Нагороди
- Медаль принца-регента Луїтпольда
- Орден «За заслуги» (Баварія) 4-го класу з мечами та короною
  - орден з мечами (6 грудня 1914)
  - корона (1915)
- Залізний хрест
  - 2-го класу
  - 1-го класу (23 грудня 1915)
- Орден Альберта (Саксонія), лицарський хрест 1-го класу з мечами (8 квітня 1917)
- Хрест «За військові заслуги» (Австро-Угорщина) 3-го класу з військовою відзнакою (12 квітня 1918)
- Королівський орден дому Гогенцоллернів, лицарський хрест з мечами (7 жовтня 1918)

- Почесний хрест ветерана війни з мечами
- Медаль «За вислугу років у Вермахті» 4-го, 3-го, 2-го і 1-го класу (25 років)
- Почесний знак Німецького Червоного Хреста, великий хрест із зіркою
- Медаль «У пам'ять 13 березня 1938 року»
- Медаль «У пам'ять 1 жовтня 1938» із застібкою «Празький град»
- Медаль «У пам'ять 22 березня 1939 року»

- Застібка до Залізного хреста 2-го і 1-го класу
- Лицарський хрест Залізного хреста (27 жовтня 1939)
- Орден Михая Хороброго 3-го і 2-го класу (Румунія) (14 жовтня 1941)
- Орден Хреста Свободи 1-го класу із зіркою, дубовим листям і мечами (Фінляндія) (25 жовтня 1942)
- Орден Хреста Перемоги 1-го класу із зіркою (Словаччина)
- Орден Корони Італії, великий хрест
- Орден Священного скарбу 1-го класу (Японія)
- Орден Корони (Югославія) 1-го ступеня
- Орден Корони короля Звоніміра, великий хрест (Хорватія)
- Орден Заслуг (Угорщина), великий хрест
- Нагорода за заслуги в цивільній службі (США; 1961)